# Wesley Lopes da Silva
Wesley Lopes da Silva, noto semplicemente come Wesley (Vila Velha, 10 novembre 1980), è un ex calciatore brasiliano, di ruolo attaccante.

## Carriera
Avendo segnato 61 reti con la maglia del Vaslui, Wesley è il miglior marcatore straniero nella storia del campionato rumeno.

## Palmarès

### Club
- Coppa della Corona del Principe saudita: 1

2013

### Individuale
- Capocannoniere della Liga I: 1

2011-2012 (27 gol)
- Calciatore straniero dell'anno della Liga I: 2

2011, 2012